# Veľké Ozorovce
Veľké Ozorovce (in ungherese Nagyazar) è un comune della Slovacchia facente parte del distretto di Trebišov, nella regione di Košice.